# L'Île des veuves
Pour plus de détails, voir Fiche technique et Distribution.
L'Île des veuves est un film franco-britannique réalisé par Claude Heymann, tourné en 1936 et sorti en 1937.

## Synopsis
En Flandre, au cours de la Première Guerre mondiale, deux soldats anglais amis, Berry et Trent, sont amoureux de la même jeune fille, Yvonne. Un jour, Trent est blessé au cours d'un combat dans le secteur de l'Île des Veuves. Pour des raisons inavouables, Berry l'abandonne et comme Trent est porté disparu, plus rien ni personne ne s'oppose à son mariage avec Yvonne. Deux décennies plus tard, Yvonne tombe par hasard sur un guide touristique qui fait visiter les anciens champs de bataille de la région. Or l'homme ressemble furieusement à Trent !

## Fiche technique
- Titre : L'Île des veuves
- Réalisation : Claude Heymann
- Scénario : Harold Simpson, d'après le roman Widow's Island de Mario Fort et Rolf E. Vanloo
- Dialogues de la version française : André-Paul Antoine
- Photographie : Jean-Paul Goreaud
- Cameraman : William Luff
- Musique : Ralph Erwin
- Producteur : Henry Deutschmeister
- Sociétés de production : Franco-London-Film, Haussmann Film
- Sociétés de distribution :  Belgique : Belga Films,  Italie : Generalcine
- Pays d'origine :  France |  Royaume-Uni
- Format : Noir et blanc — 35 mm — 1,37:1 — Son : Mono
- Genre : Film dramatique
- Durée : 90 minutes
- Dates de sortie : 
  - France : 30 avril 1937
  - Portugal : 10 novembre 1937
  - Italie : 1939

## Distribution
- Pierre Renoir : Ralph Berry
- Aimé Clariond : Richard Trent
- Georges Prieur (sous le nom de Prieur) : Sanders
- Marcelle Chantal : Yvonne Berry
- Line Noro : Mme Vandemaere
- Raymond Cordy : le chauffeur
- Arthur Devère
- Pierre Finaly
- Jean Dunot
- Gabriel Farguette : la petite Muriel
- Liliane Lesaffre
- Paul Velsa

## Autour du film
- Tourné conjointement en version anglaise par Maurice Elvey, « A Romance in Flanders » (1937)[réf. souhaitée].